# RCJ
RCJ (Radio de la Communauté Juive; (em português): Rádio da Comunidade Judaica) é uma estação de rádio que emite em Paris em 94.8 MHz. Partilha a frequência com a Radio J, Judaïques FM e a Radio Shalom.
A RCJ nasceu em 1981, no momento da eclosão de rádios ditas "livres", tendo sido criada pelo Fonds Social Juif Unifié, organismo central nos domínios da solidariedade e identidade da comunidade judaica.